# Фазорасщепитель
Фазорасщепи́тель — это устройство, которое разделяет сигнал на множество фаз. Используется как для обработки аналоговых и цифровых сигналов, так и в силовой электронике.

## В силовой электротехнике
Фазорасщепитель в электротехнике преобразует однофазный переменный ток в необходимый для питания трёхфазных асинхронных электродвигателей трёхфазный переменный ток. В середине XX века на транспорте (например, на электровозах ВЛ60 и ВЛ80) получил широкое распространение электромашинный фазорасщепитель, представляющий собой трёхфазный асинхронный двигатель с короткозамкнутым ротором, с обмотками, соединёнными «звездой», причём обмотка третьей фазы подключена не к нулевой точке, а к отпайке обмотки второй фазы. Такой фазорасщепитель запускается как однофазный двигатель, а затем магнитное поле ротора наводит ток в обмотке третьей фазы. Такая трёхфазная система не вполне симметрична, угол между второй и третьей фазами составляет примерно 90 градусов (в «идеальной» трёхфазной системе сдвиг по фазе должен быть 120°). Обычный асинхронный мотор, включенный звездой, раскрученный и запитаный от однофазной сети на одну из обмоток, прекрасно восстанавливает остальные две фазы.
В настоящее время данные электромашинные фазорасщепители вытесняются менее шумными, более экономичными и потенциально более надёжными и долговечными электронными фазорасщепителями, состоящими из выпрямителя и инвертора.

## В сигнальной электронике
Фазорасщепитель в электронике используется для получения инвертированного сигнала, для преобразования в дифференциальный сигнал, для создания ряда фаз для модулятора или детектора (например, в квадратурном модуляторе, или в интегрированном модуляторе) и т. п. В рабочей полосе частот фазорасщепитель, в отличие от фазовращателя, сдвигает сигнал по фазе вне зависимости от его частоты.
Схемы аналоговых фазорасщепителей, инвертирующих сигнал, могут быть построены на основе:
- транзисторного усилителя (см. схему);
- трансформатора с двумя вторичными обмотками;
- мостовой схемы;
- параллельно включённых инвертирующего и неинвертирующего усилителей.